# Distretto di Deoria
Deoria è un distretto dell'India di 2 730 376 abitanti. Capoluogo del distretto è Deoria.